# Thạnh Phú, Cầu Kè
Thạnh Phú là một xã cũ thuộc huyện Cầu Kè, tỉnh Trà Vinh, Việt Nam.

## Địa lý
Xã Thạnh Phú có vị trí địa lý:
- Phía đông giáp tỉnh Vĩnh Long và huyện Càng Long
- Phía tây giáp xã Thông Hòa
- Phía nam giáp huyện Càng Long
- Phía bắc giáp tỉnh Vĩnh Long.

Xã Thạnh Phú có diện tích 12,4 km², dân số năm 2019 là 6.538 người, mật độ dân số đạt 527 người/km².

## Hành chính
Xã Thạnh Phú được chia thành 4 ấp: I, II, III, IV.